# San Antonio (Samar du Nord)
Pour les articles homonymes, voir San Antonio (homonymie).
San Antonio est une localité de la province de Samar du Nord, aux Philippines. En 2015, elle compte 9 058 habitants.